# Davina Waddy
Davina Waddy, née le 16 août 1996, est une rameuse néo-zélandaise.

## Carrière
Elle fait ses études à l'université d'Otago.
Qualifiée avec le bateau de quatre sans barreur néo-zélandais féminin aux Jeux olympiques d'été de 2024, Davina Waddy et ses coéquipières Jackie Gowler, Kerri Williams et Phoebe Spoors remportent la médaille de bronze.

## Palmarès

### Jeux olympiques
- médaille de bronze en quatre sans barreur féminin aux Jeux olympiques d'été de 2024 à Paris